# Gopo 2012
Gopo 2012 a fost festivitatea de premiere a celor mai reușite prestații din industria cinematografică românească care acoperă toate filmele difuzate între 1 ianuarie și 31 decembrie 2011. Festivitatea a avut loc pe data de 25 martie 2012 iar gazda ceremoniei a fost Andi Moisescu.
Regizorul Cristi Puiu și-a retras filmul „Aurora“ din competiția pentru Premiile Gopo și a boicotat ceremonia împreună cu echipa de filmare neparticipând la eveniment. Cu toate acestea, nu numai că pelicula a fost luată în considerare de juriu, dar a și primit 3 premii Gopo: Cel mai bun film, Cel mai bun regizor și Cel mai bun scenariu. 
Două montaje separate au omagiat două personalități care au marcat cinematografia și care au decedat în 2011: regizorul Liviu Ciulei și criticul de film Alex Leo Șerban.

## Nominalizări și câștigători
Filmele nominalizate au fost anunțate pe {urmează data, ziua și luna 2013). Câștigătorii apar cu  font îngroșat .
| Cel mai bun film | Cel mai bun regizor |
| --- | --- |
| - Aurora – Bobby Păunescu, Anca Puiu - Din dragoste cu cele mai bune intenții – Ada Solomon, Monica Gorgan, Emõke Vágási - Loverboy – Marcian Lazăr, Daniel Mitulescu, Tomas Eskilsson, Fredrik Zander, Florentina Onea, Cătălin Mitulescu - Crulic - drumul spre dincolo – Anca Damian - Periferic – Alexandru Teodorescu | - Cristi Puiu – Aurora - Cătălin Mitulescu – Loverboy - Adrian Sitaru – Din dragoste cu cele mai bune intenții - Bogdan George Apetri – Periferic |
| Cel mai bun actor | Cea mai bună actriță |
| - Bogdan Dumitrache – Din dragoste cu cele mai bune intenții pentru rolul Alex - Cristi Puiu – Aurora pentru rolul Viorel - Vlad Ivanov – Principii de viață pentru rolul Emilian Velicanu | - Ana Ularu – Periferic pentru rolul Matilda - Natașa Raab – Din dragoste cu cele mai bune intenții pentru rolul mama - Ada Condeescu – Loverboy pentru rolul Veli |
| Cel mai bun actor în rol secundar | Cea mai bună actriță în rol secundar |
| - Adrian Titieni – Din dragoste cu cele mai bune intenții pentru rolul dr. Crișan - Mimi Brănescu – Periferic pentru rolul Paul - Marian Râlea – Din dragoste cu cele mai bune intenții pentru rolul tatăl - Udo Schenk – Mănuși roșii pentru rolul maiorului Blau - Valentin Popescu – Aurora pentru rolul Doru | - Ioana Flora – Periferic pentru rolul Lavinia - Catrinel Dumitrescu – Aurora pentru rolul dna.Livinski - Gabriela Popescu – Din dragoste cu cele mai bune intenții pentru rolul "vecina de pat" - Simona Stoicescu – Dacă bobul nu moare pentru rolul Nora - Valeria Seciu – Aurora pentru rolul maiorului Pușa                                                                                   |
| Cel mai bun scenariu | Cea mai bună imagine |
| - Aurora – Cristi Puiu - Din dragoste cu cele mai bune intenții – Adrian Sitaru - Principii de viață – Răzvan Rădulescu, Alexandru Baciu | - Periferic – Marius Panduru - Ceva bun de la viață – Dan Alexandru - Dacă bobul nu moare – Dusan Joksimovic - Bună! Ce faci? – Radu Aldea - Aurora – Viorel Sergovici |
| Cel mai bun montaj | Cel mai bun sunet |
| - Periferic – Eugen Kelemen - Bună! Ce faci? – Mihai Codleanu - Metrobranding – Roxana Szel, Ioachim Stroe - Loverboy – Cristina Ionescu, Ștefan Ioan Tatu | - Crulic - drumul spre dincolo – Piotr Witkowski, Sebastian Wlodarczyk - Aurora – Andre Rigaut, Francois Musy, Gabriel Hafner, Cristian Tarnovețchi - Periferic – Bruno Pisek, Birgit Obkircher, Florin Tăbăcaru, Marius Leftărache - Loverboy – Thomas Huhn, Florin Tăbăcaru, Marius Leftărache, Alexandru Dragomir, Sebastian Zsemlye                                                            |
| Cea mai bună muzică originală | Gopo pentru cele mai bune decoruri |
| - Crulic - drumul spre dincolo – Piotr Dziubek - Tanti – Cheloo - Bună! Ce faci? – Dragoș Alexandru - Loverboy – Pablo Malaurie Cabanillas - Copilăria lui Icar – The Young Gods | - Dacă bobul nu moare – Dan Toader - Loverboy – Daniel Răduță - Periferic – Simona Pădurețu - Aurora – Vali Ighigheanu, Andreea Popa |
| Cele mai bune costume | Cel mai bun machiaj și cea mai bună coafură |
| - Bună! Ce faci? – Nicoleta Cârnu - Periferic – Brândușa Ioan - Loverboy – Chinyere Eze, Augustina Stanciu - Dacă bobul nu moare – Costin Voicu - Ceva bun de la viață – Doina Levintza | - Bună! Ce faci? – Dana Roșeanu, Domnica Bogodan - Loverboy – Andreea Dumitrescu, Bianca Boeroiu - Periferic – Ștefan Enache, Corina Brăilescu - Dacă bobul nu moare – Andreea Tudose, Cristina Temelie |
| Cel mai bun film documentar | Cel mai bun film de scurt metraj |
| - Vorbitor – producători: Carmen Harabagiu, Aurelian Nica, Andrei Crețulescu, regia: Radu Muntean, Alexandru Baciu - După revoluție – producător: Rupert Wolfe Murray, regia: Laurențiu Calciu - Metrobranding – producător: Anca Puiu, regia: Ana Vlad, Adi Voicu - Păcătoasa Teodora – producător: Richard Copans, Dan Burlac, regia: Anca Hirte - Școala noastră – producător: Mona Nicoară, Miruna Coca Cozma, regia: Mona Nicoară, Miruna Coca Cozma | - Apele tac – producător: David Lindner Leporda, Cătălin Mitulescu, Florentina Onea , regia: Anca Miruna Lăzărescu - Film pentru prieteni – producător: Radu Jude, regia: Radu Jude - Gutuiul japonez – producător: Dan Nuțu, regia: Mara Trifu - Hello Kitty – producător: Sorin Botoșeneanu, regia: Millo Simulov - Stremț '89 – producător: Sorin Botoșeneanu, regia: Dragoș Dulea, Anda Pușcaș |
| Gopo pentru debut | Gopo pentru tânără speranță |
| - Periferic – Bogdan George Apetri - Burta balenei – Ana Lungu, Ana Szel - Metrobranding – Ana Vlad, Adi Voicu | - Anca Miruna Lăzărescu – pentru regia filmului Apele tac - Corneliu Ulici – pentru rolul Mateo din filmul Ceva bun de la viață - Luiza Pârvu – pentru regia filmului Draft 7 - Millo Simulov – pentru imaginea filmului Hello Kitty - Sarra Tsorakidis – pentru regia filmului 1000 de lucruri în comun                                                                                           |
| Cel mai bun film european | |
| - Melancolia ( Danemarca) – Lars von Trier - În turneu ( Franța) – Matthieu Amalric - Pielea în care trăiesc ( Spania) – Pedro Almodovar - Un an din viață ( Regatul Unit) – Mike Leigh - În patru timpi ( Italia, Germania, Elveția) – Michelangelo Frammartino | |
| Premiul publicului | Premiu pentru întreaga carieră |
| - Nașa – 26.765 bilete vândute | - Iurie Darie |
| Premiu pentru întreaga activitate | Premiul Pro Cinema |
| - Tamara Buciuceanu Botez | - Ioana Flora |
| Premiu special | Premiu special |
| - Lidia Luludis – scenograf | - Dumitru Gaiță – asistent de imagine |
| Premiu RSC | |
| - Radu Aldea – pentru imaginea filmului Bună! Ce faci? | |